# Мохуа
Мохуа (лат. Mohoua) — род воробьинообразных птиц, единственный в монотипическом семействе Mohouidae.
Ранее род включали в более обширное семейство Pachycephalidae (австралийские свистуны). На основе филогенетического анализа ядерной и митохондриальной ДНК орнитологи из университета Мэсси (Massy University) в Окленде пришли к выводу, что мохуа необходимо выделить в отдельное монотипичное семейство Mohouidae .

## Виды
Международный союз орнитологов относит к роду Мохуа три вида:
- Белоголовая мохуа Mohoua albicilla (Lesson, 1830)
- Mohoua novaeseelandiae (Gmelin, 1789)
- Желтоголовая мохуа Mohoua ochrocephala (Gmelin, 1789)